# NASCAR Craftsman Truck Series 1996
NASCAR Craftsman Truck Series 1996, był 2. sezonem w wyścigach półciężarówek NASCAR. W klasyfikacji generalnej zwyciężył Ron Hornaday.

## Kalendarz
| Data            | Tor                                   | Wyścig                           | Pole position   | Zwycięzca     |
| --------------- | ------------------------------------- | -------------------------------- | --------------- | ------------- |
| 17 marca        | Homestead-Miami Speedway              | Florida Dodge Dealers 400        | Geoffrey Bodine | Dave Rezendes |
| 21 kwietnia     | Phoenix International Raceway         | Chevrolet Desert Star 300        | Mike Skinner    | Jack Sprague  |
| 4 maja          | Portland Speedway                     | Craftsman 200                    | Rich Bickle     | Ron Hornaday  |
| 11 maja         | Evergreen Speedway                    | Jerr-Dan / Nelson Truck 200      | Tobey Butler    | Mike Bliss    |
| 25 maja         | Tucson Raceway Park                   | NAPA 200                         | Bryan Reffner   | Mike Skinner  |
| 1 lipca         | Colorado National Speedway            | Colorado 200                     | Rich Bickle     | Mike Skinner  |
| 9 czerwca       | Heartland Park Topeka                 | Lund Look 225                    | Ron Hornaday    | Mike Skinner  |
| 22 czerwca      | Bristol International Raceway         | Coca-Cola 200                    | Mike Skinner    | Rick Carelli  |
| 30 czerwca      | Nazareth Speedway                     | DeVilbiss Superfinish 200        | Jimmy Hensley   | Jack Sprague  |
| 6 lipca         | Milwaukee Mile                        | Sears Auto Center 200            | Mike Bliss      | Jack Sprague  |
| 20 lipca        | Louisville Motor Speedway             | Ford Dealers 225                 | Mike Bliss      | Ron Hornaday  |
| 27 lipca        | I-70 Speedway                         | Western Auto 200                 | Butch Miller    | Mike Bliss    |
| 1 sierpnia      | O’Reilly Raceway Park at Indianapolis | Cummins 200                      | Mike Skinner    | Mike Skinner  |
| 10 sierpnia     | Flemington Speedway                   | Stevens Beil / Genuine Parts 200 | Bryan Reffner   | Mike Skinner  |
| 25 sierpnia     | Watkins Glen International            | Parts America 150                | Joe Nemechek    | Ron Hornaday  |
| 31 sierpnia     | Nashville Speedway                    | Federated Auto Parts 250         | Jack Sprague    | Dave Rezendes |
| 5 września      | Richmond International Raceway        | Fas Mart Truck Shootout          | Kenny Irwin Jr  | Mike Skinner  |
| 8 września      | New Hampshire International Speedway  | Pennzoil/VIP Tripleheader        | Mike Skinner    | Ron Hornaday  |
| 21 września     | Martinsville Speedway                 | Hanes 250                        | Bobby Hamilton  | Mike Skinner  |
| 28 września     | North Wilkesboro Speedway             | Lowe’s 250                       | Johnny Benson   | Mark Martin   |
| 7 października  | Sears Point Raceway                   | Kragen 151                       | Mike Skinner    | Dave Rezendes |
| 14 października | Mesa Marin Raceway                    | Ford Dealers/Ford Credit 300     | Ron Hornaday    | Mike Skinner  |
| 26 października | Phoenix International Raceway         | GM Goodwrench/AC Delco 300       | Jack Sprague    | Jack Sprague  |
| 3 listopada     | Las Vegas Motor Speedway              | Carquest 420K                    | Bryan Reffner   | Jack Sprague  |

## Zestawienie końcowe zawodników
1. Ron Hornaday - 3831
2. Jack Sprague - 3778
3. Mike Skinner - 3771
4. Joe Ruttman - 3275
5. Mike Bliss - 3190
6. Dave Rezendes - 3179
7. Butch Miller - 3126
8. Jimmy Hensley - 3029
9. Bryan Reffner - 2961
10. Rick Carelli - 2953